# Euserica cobosi
Euserica cobosi är en skalbaggsart som beskrevs av Baraud 1965. Euserica cobosi ingår i släktet Euserica och familjen Melolonthidae. Inga underarter finns listade i Catalogue of Life.